# گابریس
گابریس (به لاتین: Gäbris) یک کوه در سوئیس است که در کانتون آپنتسل آوسرهودن واقع شده‌است. گابریس ۱٬۲۵۱ متر بالاتر از سطح دریا واقع شده‌است.